# Heterusia eruptiva
Heterusia eruptiva là một loài bướm đêm trong họ Geometridae.